# Josep Serra i Villalba
Josep Serra i Villalba (Barcelona, 1969), més conegut com a Pepe Serra, és l'actual director Museu Nacional d'Art de Catalunya i anterior director del Museu Picasso.

## Biografia
Va estudiar Història de l'Art a la Universitat Autònoma de Barcelona, on es va especialitzar en art contemporani.
Entre desembre de 1996 i gener de 2000, Serra va treballar al MACBA com a coordinador responsable d'exposicions i com a responsable de patrocinis. Més endavant va col·laborar amb altres institucions com el Museu Arqueològic de Catalunya o la Fundació Folch, fins que a l'abril de 2002 va començar a treballar com a responsable de Serveis Culturals i com a coordinador General de la Fundació Caixa Catalunya, on prèviament havia estat el coordinador de la commemoració del 75è aniversari de l'entitat. Un dels seus projectes més destacats d'aquesta època és la museïtzació de l'edifici de la Pedrera
Entre juliol del 2005 i octubre de 2006 va treballar pel Departament de Cultura de la Generalitat de Catalunya, on va ser assessor de la Direcció General del Patrimoni Cultural, des d'on va impulsar el Programa de gestió de les infraestructures culturals.
Com a comissari, ha gestionat diverses exposicions, com: El cartell a Catalunya 1888-1936, al Saló del Tinell (1995), Eudald Serra. Rastres de Vida, al Palau de la Virreina (1998-1999) i El Cos i el Cosmos. Art escultòric del Mèxic Precolombí (2004), a la Pedrera.

### Museu Picasso
El 20 de juliol de 2006 va ser nomenat director del Museu Picasso mitjançant un concurs públic internacional, després que Maite Ocaña, l'anterior directora, marxés a dirigir el Museu Nacional d'Art de Catalunya. El seu nomenament va causar recel entre alguns professionals del sector, qui van criticar la seva manca d'experiència per a dirigir una institució tan important, i reclamaven un director més expert en el món picassià.
Durant el seu període com a director, es va dedicar a definir una nova línia expositiva, renovant la presentació de la col·lecció permanent. També va promoure la creació del Centre de Coneixement i Recerca, inaugurat el 2011, així com la creació de diversos programes educatius i socials. També va impulsar un nou model de gestió del museu, per dotar-lo de personalitat jurídica pròpia.

### MNAC
El setembre de 2011 Maite Ocaña va deixar el càrrec com a directora del museu i es va obrir un concurs públic per a decidir un nou director. Es van presentar 17 candidatures a la convocatòria. El comitè encarregat d'analitzar els projectes fou integrat per Miguel Zugaza, director del Museo del Prado; Maria Bolaños, directora del Museo Nacional de Escultura; Bartomeu Marí, director del MACBA; Josephine Matamoros, directora del Museu d'Art Modern de Ceret; Eduard Carbonell, director del MNAC entre 1994 i 2005 i Daniel Giralt-Miracle, crític i historiador de l'art. Fou presidit per Miquel Roca, President dels Amics del MNAC. Narcís Serra, oncle de Josep, va anunciar que es retiraria d'aquest òrgan de govern per evitar malentesos durant el procés de decisió.
El 24 de novembre de 2011 es va anunciar que el patronat del Museu Nacional d'Art de Catalunya proposava Pepe Serra com a futur director del Museu. La Junta de Museus va ratificar la proposta del Patronat el 14 de desembre, tal com es preveu a l'article 17 dels Estatuts del MNAC. El Govern de la Generalitat de Catalunya el va nomenar director el 20 de desembre. L'acte oficial va tenir lloc el dia 21, durant la reunió del patronat del museu.

### Docència
Serra és codirector i professor del Postgrau de Museologia de la Universitat Pompeu Fabra des de l'any 2010, a més de professor convidat del Màster oficial en gestió del Patrimoni de la Universitat de Barcelona i professor convidat al Seminari internacional The Arts in Barcelona de la Boston University des de 2009.